# Грузовая (станция)
 Станция Грузова́я — название нефтеперегрузочного железнодорожного подъездного пути необщего пользования, принадлежащего «Востокнефтетрансу» — дочерней компании «Транснефти». Примыкает к железнодорожной станции Хмыловский на линии Угловая — Мыс Астафьева Дальневосточной железной дороги. Предназначена для выгрузки сырой нефти, прибывающей по железной дороге со станции Сковородино в рамках проекта «Восточная Сибирь — Тихий океан», в «Спецморнефтепорт Козьмино».
Построена в 2009 году «Центральным управлением проектом Восточная Сибирь — Тихий океан» в районе 10-го километра участка Хмыловский — Находка-Восточная. При строительстве станции были увеличены пропускные мощности Находкинского транспортного узла: возведён путепровод в районе чётной горловины станции Находка, уложен второй железнодорожный путь на мосту через реку Партизанская, построен второй главный путь от станции Находка до Хмыловского разъезда. Инвестором и заказчиком строительства станции выступила «Транснефть». Первый состав был разгружен 22 октября 2009 года.
Станция состоит из двух парков: парка приёма и парка отправления, включающие 5 и 6 электрифицированных путей соответственно. Две железнодорожные эстакады состоят из 4 путей, вмещают по 36 вагонов каждая. Эстакады рассчитаны на одновременную подачу и слив 144 вагонов, что обеспечивает ежесуточный приём 10-11 составов с нефтью. Эстакады эксплуатирует «Спецморнефтепорт Козьмино». Среднесуточная выгрузка составляет 720 вагонов. От эстакад нефть сначала поступает в резервуары, а затем направляется по 23-километровому подземному трубопроводу, проложенный к нефтебазе в район бухты Козьмино.
Компания «Востокнефтетранс» эксплуатирует станцию на правах собственности и аренды. Коллектив «Востокнефтетранса» в полном объеме осуществляет весь цикл обслуживания и эксплуатации железнодорожной и общепроизводственной инфраструктуры, а также полностью обеспечивает процесс управления движением поездов и маневровой работой в пределах принадлежащего ему пути необщего пользования. «РЖД» оказывает услуги по подаче-уборке вагонов со станции примыкания Хмыловский путём пропуска на пути станции Грузовая организованных грузовых поездов с электровозной тягой и применением подталкивания. К эксплуатации непосредственно станции Грузовая и обработке путей железнодорожных эстакад «РЖД» отношения не имеет.
С окончанием строительства нефтепровода «Восточная Сибирь — Тихий океан» в бухте Козьмино, ориентировочно в 2014 году, потребность в перевозке нефти железной дорогой для специализированного порта исчезнет[обновить данные]. Станцию предполагается перепрофилировать в контейнерный терминал либо в терминал по перевалке генеральных грузов для порта Восточного. Она также может быть задействована при строительстве «Приморского нефтеперерабатывающего завода» под Хмыловкой.